# Escuelas Medias de la Universidad Nacional de Tucumán
Las Escuelas Medias, Escuelas Experimentales o Escuelas Pre-universitarias de la U.N.T. son 7 instituciones de educación preuniversitaria perteneciente a la Universidad Nacional de Tucumán. Dependían de cuatro facultades, pero en 1997 pasaron al Consejo de Escuelas Experimentales. Cada escuela está federada a la Federación de Estudiantes de la Escuelas Experimentales de la Universidad Nacional de Tucumán (F.E.E.E.U.N.T.) y otras, a la Unión de Estudiantes Secundarios de Tucumán (U.E.S.T.).

## Escuela de Agricultura y Sacarotecnia
La Escuela de Agricultura y Sacarotecnia (E.A.S.) es una escuela de educación técnico-mixta orientada a la agricultura y la agroindustria. Junto con otras seis instituciones, es una de las escuelas preuniversitariaspertenecientes a la Universidad Nacional de Tucumán (U.N.T.).
Fue fundada el 28 de septiembre de 1870 mediante la sanción de la Ley 432, decretada por el entonces presidente Domingo Faustino Sarmientocomo Departamento de Agronomía dependiente del Colegio Nacional de Tucumán. Es una de las instituciones educativas agropecuarias más antiguas y de mayor arraigo de la Argentina.
Si bien se caracteriza por preparar a sus alumnos para la vida laboral –debido a su formación de técnicos para el desarrollo agrícola, el uso racional del campo y el desarrollo idóneo de las grandes plantas industriales, conforme los avances científicos y tecnológicos–, la E.A.S. va más allá del sistema académico; el Sistema de Padrinaje y organismos democrático-representativos como el Centro de Estudiantes (C.E.E.A.S.), la Junta de Representantes (o Comisión de Delegados) o el Consejo Asesor Interno (C.A.I.), permiten a los alumnos adquirir habilidades de organización, convivencia y una amplia visión humano-democrática. De esta escuela surgieron populares tradiciones, las cuales luego se expandieron a las demás instituciones secundarias de la provincia, tales como: campamentos (1935), giras de estudio (1930), semana estudiantil (1956), etc.
La E.A.S. se rige por la Ley de Educación Técnico Profesional N.º 26.058. El plan de estudios consta de dos ciclos: el Ciclo de Orientación (1.er, 2.º y 3.er año) y el Ciclo de Especialización (4.º, 5.º, 6.º y 7.º año). Los alumnos completan aquí los 14 años de educación obligatoria y se reciben, según la especialización elegida, de Técnicos en Producción Agropecuaria o Técnicos en Química Agroindustrial.

## Escuela de Bellas Artes

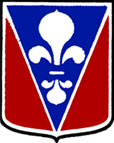
Escudo de la Escuela de Bellas Artes.

La Escuela de Bellas Artes y de Artes Decorativas e Industriales nació a comienzos del siglo XX para dar respuesta a las necesidades de formación artística de Tucumán
Nació como una iniciativa del maestro Atilio Terragni , a una necesidad creciente de fomentar la expresión e identidad estética de una ciudad que crecía académicamente a pasos agigantados, posteriormente sería el quien dirigiría a esta escuela como primer director. La Escuela de Bellas Artes y de Artes Decorativas e Industriales “Maestro Atilio Terragni” es una Institución tan antigua y prestigiosa como la UNT. Tiene 103 años de existencia. A través de esta institución se contribuyó a desarrollar el gusto estético, capacitar a obreros calificados artísticamente y fue la responsable de la formación artístico-pedagógica de la casi totalidad de los docentes tucumanos en el área de plástica.

## Escuela y Liceo Vocacional Sarmiento

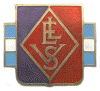
Escudo de la Escuela Sarmiento.

Ubicada en Virgen de la Merced 29 (ex calle Rivadavia) es única en su especie en cuanto a lo que Escuelas Preuniversitarias de Tucumán se refiere, ya que cuenta con nivel inicial, primario, secundario y terciario a los que asisten, salvo algunas excepciones, exclusivamente mujeres.
Se fundó el 31 de marzo de 1904 y bajo otro nombre fue originalmente dependiente de la provincia; en el año 1914 pasó a la UNT.
Las estudiantes ingresan a jardín de infantes por sorteo y egresan con la secundaria completa con el título de Bachiller Científico, Bachiller Humanista o Técnico Contable, según su elección. Tienen un sistema de autodisciplina y un régimen de tutorías, reconocido por la amplia participación que tienen las alumnas en el mismo.

## Gymnasium
El Gymnasium es un colegio mixto. Se caracteriza por su orientación humanista, por el uso de un sistema de autodisciplina y de un régimen de tutorías, y por la amplia participación que tienen los alumnos en el mismo. El Gymnasium está orientado para preparar a sus alumnos para la vida universitaria, pero también va más allá del sistema académico; los soportes de esta educación son principalmente el sistema de tutoría estudiantil o de profesores, y organismos organizativos como el Centro de Estudiantes del Colegio Gymnasium, la Junta de Representantes o el Consejo Asesor Interno, que permiten a los alumnos adquirir habilidades de organización, de convivencia y una amplia visión humana y democrática. En este colegio surgieron populares tradiciones, las cuales se expandieron a la gran mayoría de los colegios secundarios de la ciudad, como los Campamentos (1948), Giras de estudio (1950), publicación propia (El Chasqui, 1951), la Semana de festejos (1957), etc. El colegio se rige por la Ley de Educación Superior (Nro. 24.521)1 2 El plan de estudios cuenta de 3 ciclos: el ciclo Preparatorio (I y II preparatorio), el ciclo Básico (1.er, 2.º y 3.er año) y el ciclo Superior (4.º, 5.º y 6.º año). Los alumnos ingresan a Primero Preparatorio (equivalente a quinto grado) a los 9 o 10 años y egresan a los 17 o 18 con el título de Bachiller Superior Humanista. Una comisión creada para ello, fundó el 17 de febrero de 1948, el Gymnasium. El objetivo de éste colegio era preparar a sus alumnos para la vida universitaria. El 3 de mayo de 1948, en las aulas de la Escuela Normal, comenzó sus actividades, ya que carecía de local propio.  Innovó en el régimen tutorial (donde un profesor es el responsable de los alumnos, y su contacto más directo con el resto de los profesores); y son los creadores de la autodisciplina, un sistema disciplinario sin castigos, amonestaciones ni preceptores, muy novedoso, basado en la responsabilidad individual y moral.

## Instituto Técnico[4]

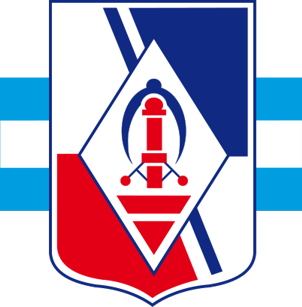
Escudo Instituto Técnico

Localizado en General Paz 920. El Instituto Técnico nació en el año 1924, en virtud a una resolución del Consejo Superior Universitario, refrendada el 29 de diciembre de 1923 por el Dr. Juan B. Terán. Se creó sobre la base de una serie de Cursos Nocturnos de Electricidad y Mecánica, que con carácter técnico se dictaron ese año, bajo la denominación de Cursos de Extensión Popular. 
En estos cursos la enseñanza era esencialmente práctica. 
El instituto vino a cubrir una carencia de preparación en el orden técnico que existía en 1920 en el norte del país y es preparatorio para las carreras de ingeniería. Los estudiantes tienen doce horas de taller por semana y el Instituto fue adecuándose a las necesidades del medio, ya que primero comenzó dictando solamente, Electricidad y Mecánica y luego gradualmente fue ampliando su oferta. 
La institución ofrece también tecnicaturas para adultos en cursos nocturnos. 

## Instituto Superior de Música
Se inicia en sus comienzos como Escuela de música dependiente del Instituto Superior de Artes en 1948 y posteriormente en 1955 toma el nombre de Escuela Superior de Música. Recién en 1962 se divide la enseñanza en dos escuelas independientes: la Escuela de Música (de carácter secundario) y la Escuela Universitaria de Artes Musicales con grado universitario de profesorado y licenciatura en Música.
Los egresados del Instituto Superior de Música pueden continuar estudios de grado en la Facultad de Artes cursando y aprobando las asignaturas que constituyen el ciclo cultural.
Para la carrera de nivel medio, para el ingreso ponemos un mínimo de 12 años de edad. De esa manera, cuando terminan el secundario, los chicos están concluyendo la carrera de músico instrumental. Aconsejamos que si el niño va al colegio por la tarde, aprenda su instrumento por la mañana y viceversa. No es bueno que el niño esté cansado a la hora de aprender. Queremos que el contacto con la música sea algo placentero. El Instituto funciona de 7 a 22." Los alumnos aprenden a tocar instrumentos de cuerdas -como guitarra, violín, viola, violoncelo o contrabajo-, de viento -como flauta, oboe, clarinete, fagot, trompeta o corno-, y otros, como el piano. Como el objetivo es formar músicos para tareas artísticas, luego pueden integrar orquestas, bandas, o acompañar a cantantes o bailarines. "Esta es una enseñanza personalizada por lo que lamentablemente debemos poner cupo de ingreso. No ingresan más de 70 a 90 niños por año, y la inscripción es cada vez mayor. Hace cuatro años teníamos 120 postulantes. Este año fueron 430. Hay mucho talento musical en Tucumán. Respecto al nivel superior, el Profesorado en Instrumento es para quienes hayan terminado el nivel medio anterior, o sea que ya deben tener un manejo importante del instrumento. Educación Musical también es una carrera muy requerida, y permite la formación de profesores reconocidos por el Ministerio de Educación de la Nación para enseñar en la niveles Inicial, EGB1, EGB2, EGB3 y Polimodal.

## Instituto Técnico de Aguilares

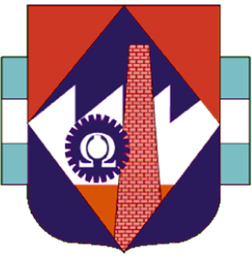
Logo del ITA

Se creó por resolución 2002/04. El Instituto ofrece una formación básica en el ciclo de orientación que resulta equivalente al EBG 3 y dos especialidades: Técnico medio mecánico electricista y Técnico medio maestro mayor de obras en su oferta del ciclo profesional.